# Malpas (Cheshire)
Pour les articles homonymes, voir Malpas (homonymie).

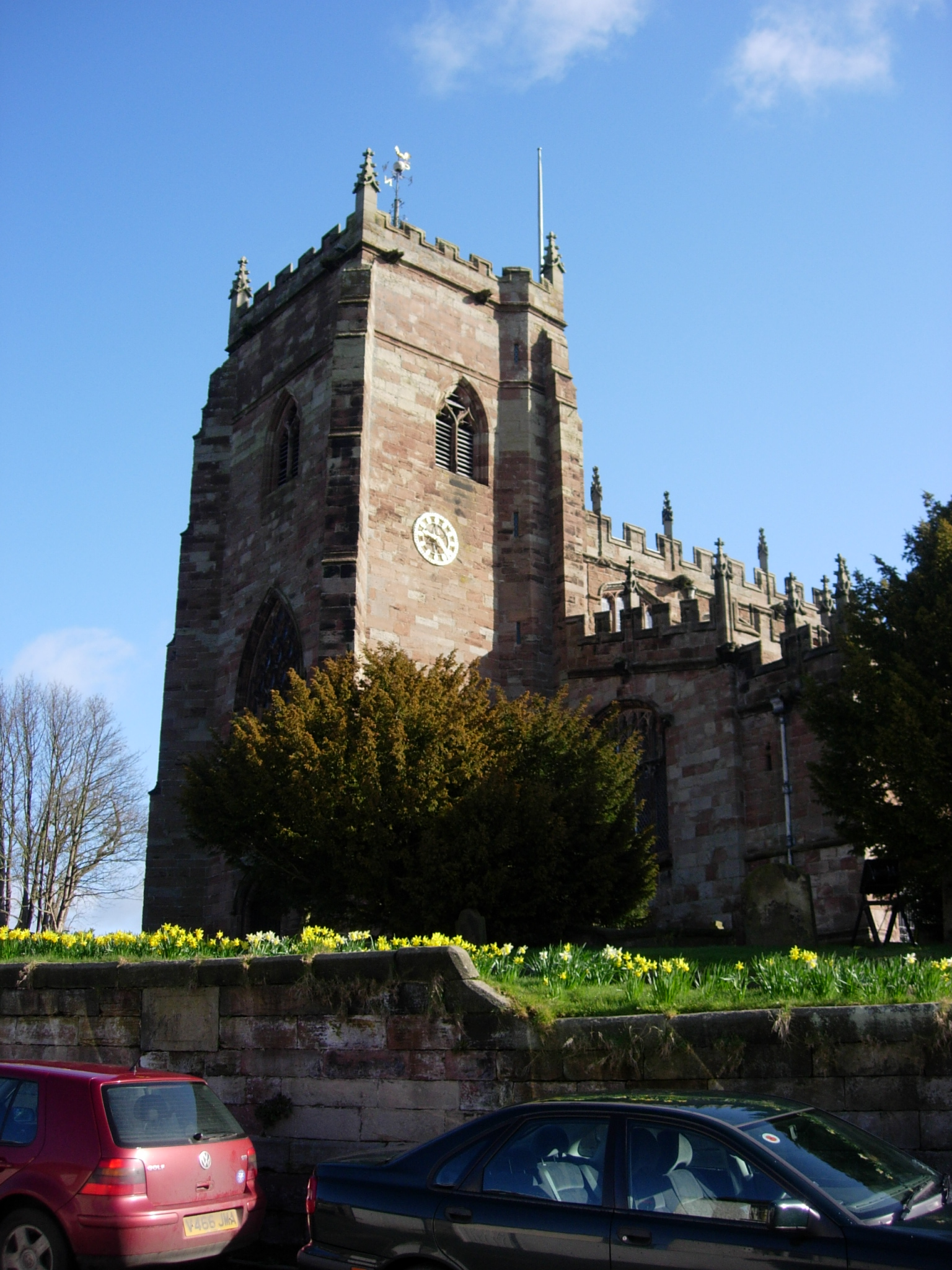
St. Oswalds Church à Malpas.

Malpas est une civil parish (paroisse civile) située dans l'autorité unitaire de Cheshire West and Chester, dans le comté traditionnel de Cheshire, en Angleterre. Au recensement de 2001, elle comptait 1 628 habitants.